# Maksim Borodin
Maxim Borodin (tiếng Nga: Максим Бородин, sinh năm 1985 - mất ngày 15 tháng 4 năm 2018 tại Yekaterinburg, Nga) là một phóng viên điều tra.
Ông làm việc cho thông tấn xã Nowi Den. Trước khi chết ông viết về cái chết của nhiều lính đánh thuê Nga „Nhóm Wagner", một hãng an ninh tư nhân Nga tham dự từ 2015 vào cuộc chiến ở Syria.
Vào ngày 12 tháng 2018, nhà phóng viên lúc được 32 tuổi đã rơi khỏi cửa sổ của căn hộ mình ở lầu 5 ở Yekaterinburg và chết vào ngày 15 tháng 4 năm 2018 tại nhà thương thành phố. Cái chết của ông đã được truyền thông ở nhiều quốc gia.
Các tổ chức như Phóng viên không biên giới và OSCE yêu cầu làm rõ vụ án.

## chú thích
1. ↑  В Екатеринбурге скончался журналист РИА «Новый день» Максим Бородин kommersant.ru, 15. April 2018; abgerufen am 16. April 2018 (russisch)
2. ↑  FAZ.net 16. April 2018: Russischer Investigativ-Journalist stirbt nach Sturz von Balkon
3. ↑  Jekaterinburger Journalist Maxim Borodin starb im Krankenhaus Lưu trữ ngày 17 tháng 4 năm 2018 tại Wayback Machine in obltv.ru vom 15. April 2018; abgerufen am 16. April 2018 (russisch)
4. ↑  bbc.com
5. ↑  news.com.au: Russia journalist Maxim Borodin dies after mystery fall
6. ↑  independent.co.uk: Russian investigative journalist dies after mysterious fall from fourth-floor window
7. ↑  zeit.de: OSZE will Aufklärung über Tod eines russischen Reporters